# 6 settembre
Il 6 settembre è il 249º giorno del calendario gregoriano (il 250º negli anni bisestili). Mancano 116 giorni alla fine dell'anno.

## Eventi
- 3761 a.C. – Primo giorno del calendario ebraico (Calendario Gregoriano prolettico)
- 3114 a.C. – Primo giorno del calendario maya (Calendario Giuliano prolettico)
- 394 – Battaglia del Frigido: l'imperatore romano Teodosio I sconfigge e uccide l'usurpatore Flavio Eugenio, il suo generale franco Arbogaste e le relative forze pagane
- 1191 – Ad Arsuf (Palestina) le forze cristiane di re Riccardo Cuor di Leone sconfiggono quelle islamiche di Saladino
- 1492 – Cristoforo Colombo salpa da La Gomera (Canarie), ultimo porto prima di attraversare per la prima volta l'oceano Atlantico
- 1522 – La Victoria, una delle navi sopravvissute della spedizione di Ferdinando Magellano, ritorna a Sanlúcar de Barrameda, in Spagna, diventando la prima nave ad aver circumnavigato il globo
- 1620 – I Padri Pellegrini salpano da Plymouth, in Inghilterra, a bordo della Mayflower diretti verso l'America del Nord
- 1628 – I Puritani si insediano a Salem, che in seguito diverrà parte della Colonia di Massachusetts Bay
- 1634 – Guerra dei trent'anni: prima battaglia di Nördlingen
- 1791 – A Fano scoppia una rivolta popolare a causa dell'aumento del prezzo della farina e del calo del peso del pane
- 1847 – Henry David Thoreau lascia Walden Pond e si trasferisce, assieme a Ralph Waldo Emerson e alla sua famiglia, a Concord (Massachusetts)
- 1861 – Guerra di secessione americana: le forze comandate dal generale dell'Unione Ulysses S. Grant catturano senza combattere Paducah (Kentucky), dando così all'Unione il controllo della foce del fiume Tennessee
- 1863 – Guerra di secessione americana: i Confederati evacuano le isole di Battery Wagner e di Morris, nella Carolina del Sud
- 1870 – Al largo di Capo Finisterre affonda la nave da guerra della Royal Navy HMS Captain
- 1870 – Louisa Swain è la prima donna a votare nelle elezioni generali degli Stati Uniti d'America
- 1901 – L'anarchico americano Leon Czolgosz spara e ferisce mortalmente il presidente statunitense William McKinley, all'Esposizione panamericana di Buffalo
- 1915 – Il primo prototipo di carro armato viene testato dall'Esercito britannico
- 1937 – Guerra civile spagnola: inizia la battaglia di El Mazuco
- 1939 – Seconda guerra mondiale: il Sudafrica dichiara guerra alla Germania
- 1940 – Viene incoronato Michele I di Romania
- 1941 – Olocausto: l'obbligo di indossare la Stella di David con soprascritta la parola Jude ("giudeo") viene esteso a tutti gli ebrei sopra l'età di 6 anni nelle aree occupate dalla Germania nazista
- 1943 – In un discorso a seguito della ricezione della laurea honoris causa in Diritto all'Università di Harvard, Winston Churchill sottolinea come la comunanza linguistica fra Regno Unito e Stati Uniti d'America abbia favorito il legame sociale, economico e culturale fra i due Paesi, ipotizzando che l'uso di una lingua unica e semplice (l'inglese B.A.S.I.C.) avrebbe potuto portare in futuro all'unione internazionale dei popoli e alla globalizzazione[1]
- 1948 – Giuliana diventa regina dei Paesi Bassi
- 1949 – Le autorità militari Alleate restituiscono il controllo dei beni della Germania nazista alla Germania
- 1955 - Pogrom d'Istanbul: saccheggio premeditato e tollerato dalle autorità diretto a colpire la minoranza greca (forte allora di 100000 elementi), ma anche ebrei e armeni che vivevano in città: fra 13 e 16 greci morirono durante o dopo il pogrom a causa delle bastonate e degli incendi appiccati
- 1965 – Guerra indo-pakistana del 1965: l'India attacca il Pakistan e annuncia che le sue forze cattureranno Lahore nel giro di un'ora
- 1966 – A Città del Capo, il primo ministro Hendrik Verwoerd, considerato il principale fautore dell'Apartheid, viene accoltellato durante una seduta parlamentare
- 1968 – Lo Swaziland dichiara l'indipendenza dal Regno Unito
- 1972 – Massacro di Monaco: alcuni atleti e allenatori israeliani vengono uccisi quando la polizia tedesca assale i membri di Settembre Nero, in un fallito tentativo di liberare gli ostaggi
- 1976 – Guerra fredda: il tenente dell'aeronautica militare sovietica, Viktor Belenko atterra con un caccia MiG-25 a Hakodate, sull'isola di Hokkaidō in Giappone e chiede asilo politico agli USA
- 1978 – Papa Giovanni Paolo I tiene la sua prima udienza generale sul tema dell'umiltà
- 1983 – L'Unione Sovietica ammette l'abbattimento del volo Korean Air Volo KAL 007, dichiarando che l'aereo aveva violato lo spazio aereo sovietico e che i piloti non sapevano si trattasse di un volo civile
- 1986 – A Istanbul, due terroristi arabi dell'organizzazione di Abu Nidal uccidono 22 persone e ne feriscono sei all'interno della sinagoga Neve Shalom durante le funzioni per lo Shabbat
- 1991
  - La città di San Pietroburgo torna al suo nome originale, abbandonando quello di "Leningrado" assegnatole dal 1924
  - L'Unione Sovietica riconosce l'indipendenza dei Paesi baltici
- 2000 – A New York inizia il Summit del Millennio delle Nazioni Unite con più di 180 leader mondiali presenti
- 2020 - Willy Monteiro Duarte viene ucciso durante un pestaggio a Colleferro (Roma)

## Nati
Ci sono circa 1 130 voci su persone nate il 6 settembre; vedi la pagina Nati il 6 settembre per un elenco descrittivo o la categoria Nati il 6 settembre per un indice alfabetico.

## Morti
Ci sono circa 490 voci su persone morte il 6 settembre; vedi la pagina Morti il 6 settembre per un elenco descrittivo o la categoria Morti il 6 settembre per un indice alfabetico.

## Feste e ricorrenze

### Civili
- Swaziland – Festa nazionale (indipendenza, 1968)

### Religiose
Cristianesimo:
- Santa Bega del Cumberland
- San Cagnoaldo di Laon, vescovo
- Santa Consolata di Reggio Emilia, martire
- Santi Donaziano, Presidio, Mansueto e compagni, martiri
- Sant'Eleuterio di Spoleto, abate
- Sant'Eva di Dreux, martire
- Sant'Evurzio di Orleans, vescovo
- San Frontiniano, diacono e martire
- Sant'Imperia vergine
- San Liberato da Loro, frate
- San Magno di Füssen, abate
- Sant'Onesiforo, martire
- Santa Sciath, vergine irlandese
- Sant'Umberto di Maroilles, abate
- San Zaccaria, profeta
- Beato Anastasio Garzon Gonzalez, coadiutore salesiano, martire
- Beato Bertrando de Garrigues, domenicano
- Beato Diego Llorca Llopis, sacerdote e martire
- Beato Giovanni Czartoryski, sacerdote e martire
- Beato Olinto Marella, sacerdote
- Beato Pasquale Torres Lloret, padre di famiglia, martire
- Beato Stefano Vazquez Alonso, coadiutore salesiano, martire

Religione romana antica e moderna:
- Dies religiosus[senza fonte]